# فخر الدين مصطفيتش
فخر الدين مصطفيتش (بالإنجليزية: Fahrudin Mustafic) (مواليد 17 أبريل 1981 في نوفي بازار) لاعب كرة قدم سنغافوري دولي يجيد اللعب في خط الوسط . يلعب حاليا لصالح نادي بيرسيجا جاكارتا الإندونيسي منذ 2009 .

## روابط خارجية
- فخر الدين مصطفيتش على موقع الاتحاد الدولي (مؤرشف)  (الإنجليزية)
- فخر الدين مصطفيتش على موقع قاعدة بيانات كرة القدم.إي يو (الإنجليزية)
- فخر الدين مصطفيتش على موقع ناشيونال فوتبول تيمز (الإنجليزية)
- فخر الدين مصطفيتش على موقع Soccerway.com (الإنجليزية)